# João Leal Neto
João Leal Neto (Santos, Brasil, 25 de septiembre de 1937-Campinas, 29 de julio de 2025) fue un jugador y entrenador de fútbol brasileño que jugó en la posición de centrocampista.

## Carrera

### Club
| Periodo   | Club           |
| --------- | -------------- |
| 1954      | Santos FC      |
| 1955      | Fluminense FC  |
| 1956      | Jabaquara AC   |
| 1957-1958 | América-SP     |
| 1958-1959 | Guarani FC     |
| 1960-1962 | EC Noroeste    |
| 1963-1964 | São Paulo FC   |
| 1965      | Botafogo-SP    |
| 1966      | AA Ponte Preta |

### Selección nacional
Jugó para Brasil en el Campeonato Sudamericano Sub-20 de 1954 en Venezuela.

### Entrenador
| Periodo   | Club           |
| --------- | -------------- |
| 1967      | EC Noroeste    |
| 1967–1968 | América-SP     |
| 1968      | AA Ponte Preta |
| 1981      | São Paulo FC   |
| 1981      | América-SP     |
| 1995      | SE Gama        |
| 1995–1996 | Kalba SC       |

## Logros

### Jugador
- Small Club World Cup: 1963[6]
- Campeonato Paulista Série A2: 1957

### Entrenador
- UAE Division One: 1995–96[7]